# Imam Ali-moskeen (Vibevej)
 For alternative betydninger, se Imam Ali-moskeen. (Se også artikler, som begynder med Imam Ali-moskeen)
Imam Ali Moskeen (arabisk: مسجد الإمام علي Masjid ʾImām ʿAlī), også kendt som Dansk Shiamuslimsk Trossamfund, er en shiamuslimsk moské i Københavns Nordvestkvarter.
Moskeens lederen (imam) er Sayyed Mohammad Mehdi Khademi, som bl.a. også står for fredagsbønnen. Moskeen tilbyder en række aktiviteter til muslimer i Danmark, alt afhængigt af aldersgruppe, køn og sproglige kompetencer. De fleste programmer, taler og prædikener foregår på persisk og arabisk. Dog har moskeen siden indvielsen af den nye stormoské gjort meget for ligeledes at afholde programmer på dansk, herunder bl.a. en filmaften i samarbejde med CPH:DOX.
Hvert år ved profeten Muhammeds fødselsdag inviterer moskéen ledende religiøse figurer til konference, hvor der bl.a afholdes taler. Deltagerne inkluderer såvel muslimer som ikke-muslimer. Ved arrangementet i 2009 deltog bl.a. Jørgen Bæk Simonsen og Asmaa Abdol-Hamid.

## Ny moskébygning
I 2009 vedtog et stort flertal i Københavns Borgerrepræsentation en lokalplan, der skulle bane vej for byggeriet af en ny kuppelmoske i det indre København.
Projektet blev anslået til at koste 40-50 mio. DKK, som blev indhentet fra private donationer og med støtte fra velstående iranere.
Den nye moskébygning åbnede den 1. oktober 2015 og er på i alt ca. 3.500 m².